# Belmontia teucszii
Belmontia teucszii là một loài thực vật có hoa trong họ Long đởm. Loài này được Schinz mô tả khoa học đầu tiên năm 1891.